# Free State Stadium
Free State Stadium (Vodacom Park Stadium) – wielofunkcyjny stadion w Bloemfontein, RPA. Używany przez klub piłkarski i dwa kluby rugby
- Klub rugby Free State Cheetahs uczestniczy w pucharze Currie Cup
- Klub rugby Central Cheetahs reprezentuje stany Free State i Northern Cape uczestniczy w pucharze Super 14
- Klub piłkarski Bloemfontein Celtic gra w lidze RPA Premier Soccer League

W roku 1995 na Free State Stadium odbywał się Puchar Świata w rugby, zaś w roku 1996 stadion był gospodarzem fazy grupowej Pucharu Afryki.

## Wydarzenia sportowe

### Pucharu Konfederacji
W 2009 roku stadion był jedną z aren Pucharu Konfederacji. Odbyły się na nim 3 mecze fazy grupowej oraz półfinał.

### Mistrzostwa Świata w Piłce Nożnej 2010
Przed MŚ 2010 stadion został rozbudowany o drugą trybunę od zachodniej strony stadionu, powiększając pojemność netto z 36,538 tys. do 48,000 tys. Aby mogły rozgrywać się mecze 1 i 2 rundy stadion musiał się jeszcze wzbogacić w nowe telebimy, a reflektory zostały zmodernizowane, zaś elektroniczne tablice wyników zostały wymienione na nowe, i system nagłaśniający został przerobiony do wymaganych standardów, CCTV zostały ulepszone.
Bloemfontein otrzymał 221 mln ZAR dla rozbudowy stadionu, chociaż kosztorysy przewidywały na rozbudowę 245 mln ZAR, miasto zdecydowało się dołożyć 24 mln ZAR. Oferty przetargowe zostały zgłoszone w lutym i marcu 2007 i zostały rozstrzygnięte maju. Prace zaczęły się w lipcu 2007 i zostały zakończone początkiem września.